# 土橋琢史
土橋 琢史（つちはし たかふみ、1990年5月25日 - ）は、日本のラジオパーソナリティ。
エフエム徳島に所属。愛称は「つっちー」。

## 来歴・人物
徳島県徳島市出身。徳島市立高等学校、立命館大学政策科学部卒業。大学卒業後はJR東海名古屋運輸所に勤務し新幹線の車掌を務めていた。
その後、地元である徳島のエフエム徳島に入社。

## 出演番組

### 現在の担当番組
- Station × Station
- FRIDAY ONLINE-FIVE COLORS RADIO-
- 局名告知（オープニング、クロージングともに担当）

### 過去の担当番組
- V-STORM
- サウンドウェーブ
- MV CLUB